# نظام مستضد كيل
نظام مستضد كيل هو مجموعة من المستضدات على سطح كرات الدم الحمراء عند البشر، والتي هي من المحددات الهامة لفصيلة الدم، والمستهدفة من أمراض المناعة الذاتية أو مقاومات المستضدات الخيفية التي تدمر خلايا الدم الحمراء. يرمز لكيل بـ K أو k أو Kp.

## وصلات خارجية
- Kell
- KEL+protein,+human في المكتبة الوطنية الأمريكية للطب نظام فهرسة المواضيع الطبية (MeSH).